# Chemical Engineering Science
Chemical Engineering Science é uma publicação científica revisada por pares que cobre todos os aspectos da engenharia química. É publicado pela Elsevier e foi criada em 1951. O editor-chefe é A. P. J. Middelberg (Universidade de Queensland).
De acordo com o Journal Citation Reports, o jornal teve um factor de impacto de 3,871 em 2019.